# Richard Pryke
Richard Pryke (geb. vor 1993) ist ein britischer Tonmeister.

## Leben
Pryke begann seine Karriere 1993 zunächst als Tonassistent. Zwischen 1995 und 2002 war er an vier Filmen aus der James-Bond-Filmreihe mit Pierce Brosnan in der Titelrolle beteiligt, James Bond 007 – GoldenEye, James Bond 007 – Der Morgen stirbt nie, James Bond 007 – Die Welt ist nicht genug und James Bond 007 – Stirb an einem anderen Tag. Gelegentlich arbeitete er auch für das Fernsehen, hierfür war er 2001 und 2002 jeweils für einen Primetime Emmy nominiert. 2009 erhielt er gemeinsam mit Ian Tapp und Resul Pookutty den Oscar in der Kategorie Bester Ton für Slumdog Millionär. Zudem gewann er für den Film den BAFTA Film Award in der Kategorie Bester Ton.

## Filmografie (Auswahl)
- 1995: James Bond 007 – GoldenEye (GoldenEye)
- 1997: James Bond 007 – Der Morgen stirbt nie (Tomorrow Never Dies)
- 1999: James Bond 007 – Die Welt ist nicht genug (The World Is Not Enough)
- 1999: Verlockende Falle (Entrapment)
- 2001: Bridget Jones – Schokolade zum Frühstück (Bridget Jones’s Diary)
- 2001: Enigma – Das Geheimnis (Enigma)
- 2002: 28 Days Later
- 2002: James Bond 007 – Stirb an einem anderen Tag (Die Another Day)
- 2004: Bridget Jones – Am Rande des Wahnsinns (Bridget Jones – The Edge of Reason)
- 2005: V wie Vendetta (V for Vendetta)
- 2008: Slumdog Millionär (Slumdog Millionaire)
- 2009: Agora – Die Säulen des Himmels (Agora)
- 2010: 127 Hours
- 2010: Eine zauberhafte Nanny – Knall auf Fall in ein neues Abenteuer (Nanny McPhee and the Big Bang)
- 2011: Gnomeo und Julia (Gnomeo and Julia)
- 2011: Johnny English – Jetzt erst recht! (Johnny English Reborn)
- 2014: Jack Ryan: Shadow Recruit

## Auszeichnungen (Auswahl)
- 2009: Oscar-Nominierung in der Kategorie Bester Ton für Slumdog Millionär
- 2009: BAFTA Film Award in der Kategorie Bester Ton für Slumdog Millionär